# 영역 (동물)
영역(영어: Territory)이란 동물행동학에서 동물이 호전적 행동이나(덜 흔하지만) 실제적인 신체적 공격을 통해 동종(혹은 가끔은 다른 종의 동물) 경쟁에 맞서 지속적으로 방어하는 사회학적 영역을 말한다. 이런 식으로 적극적으로 영역을 방어하는 동물을 영역 동물 또는 영역주의(Territorialism)를 보이는 동물이라고 한다.
영역성은 소수의 종에 의해서만 나타난다. 더 일반적으로, 한 개체나 한 무리의 동물이 습관적으로 사용하지만 반드시 방어하지는 않는 영역을 차지하려고 하는데, 이러한 영역을 행동권(行動圈, 홈 레인지, Home range)이라고 한다. 서로 다른 동물 집단 간의 행동권이 겹치는 경우가 많으며, 이렇게 겹치는 영역에서는 집단 간에 서로 대립하고 몰아내기보다는 서로를 피하려는 경향이 있다. 행동권 내에는 다른 개별 그룹이 사용하지 않는 핵심 영역(core area)이 있을 수 있지만, 이 역시 회피의 결과이다.

## 기능
동물이 영역에 서식하고 영역을 방어하는 궁극적인 기능은 행동을 표현하는 동물의 개별적 적합성이나 포괄적 적합성을 증가시키는 것이다. 이러한 생물학적 의미에서의 적합성은 동물이 생존하고 새끼를 키울 수 있는 능력과 관련이 있다. 영역 방어의 직접적인 기능은 다양하다. 일부 동물의 경우, 이러한 보호 행위를 하는 이유는 먹이 공급원, 둥지, 짝짓기 장소를 확보하고 보호하거나, 짝을 끌어들이기 위해서이다.

## 유형 및 크기
조류의 영역은 여섯 가지 유형으로 분류되어 있다.
- A 유형: 구애, 짝짓기, 둥지 틀기, 먹이 찾기 등 모든 활동이 이루어지는 '모든 목적의 영역'
- B 유형: 짝짓기와 둥지를 틀 수 있는 영역으로, 먹이를 찾는 대부분의 지역은 포함되지 않는다.
- C 유형: 둥지와 그 주변의 작은 구역을 포함하는 둥지 영역이다. 군집성 물새에서 흔히 볼 수 있다.
- D 유형: 짝짓기와 교미의 영역. 레킹종의 수컷이 방어하는 영역 유형.
- E 유형: 둥지를 틀 수 있는 영역.
- F 유형: 일반적으로 먹이를 찾는 곳과 둥지가 있는 겨울 서식지이다. A 유형 영역과 위치적으로 동일할 수도 있고, 회유성 종의 경우 월동지에 위치할 수도 있다.

서식지와 방어 대상 영역을 구분하지 않으면, 영역 크기에 대한 보고가 혼동될 수 있다. 영토의 크기와 형태는 그 목적, 계절, 그 영토가 가지고 있는 자원의 양과 질, 지리적 특징에 따라 달라질 수 있다. 크기는 일반적으로 자원 수요, 방어 비용, 포식 압력, 생식적 필요성 등의 균형을 고려하여 결정된다.
일부 다람쥐 종은 최대 10 헥타르 (25 ac)의 영역을 차지하기도 한다. 유럽오소리의 경우, 좋은 농촌 서식지에서는 서식지가 30 헥타르 (74 ac) 정도로 작을 수 있지만, 나쁜 서식지에서는 300 헥타르 (740 ac) 정도로 클 수 있다. 평균적으로 영토의 크기는 약 50 헥타르 (120 ac) 정도이며 주요 굴은 보통 최소 500 미터 (1,600 ft) 간격으로 떨어져 있다. 도시 지역에서는 새 먹이대, 음식물 쓰레기 또는 교외 정원의 인공 먹이를 통해 충분한 음식을 얻을 수 있다면 영토의 크기는 5 헥타르 (12 ac) 정도로 작아질 수 있다. 점박이하이에나(Crocuta crocuta)의 영역 크기는 매우 다양하며, 응고롱고로 분화구 에서는 4,000 헥타르 (9,900 ac) 미만인 반면 칼라하리 사막에서는 100,000 헥타르 (250,000 ac) 이상으로 크다.
조류의 경우, 검독수리(Aquila chrysaetos)의 영역은 9,000 헥타르 (22,000 ac)이고, 작은 딱새(Empidonax minimus)의 영역은 약 600 제곱미터 (6,500 ft2)이다. 갈매기는 둥지 바로 근처에 단지 몇 제곱 센티미터의 영역만 갖는다.
영역은 선형적일 수 있다. 세가락도요(Calidris alba)는 해변과 모래사장에서 먹이를 찾는데, 해변에 있을 때는 무리 지어 먹이를 먹거나 10~120m의 해안선을 따라 개별적으로 먹이를 찾아 먹는다.
영역을 개발하는 데 걸리는 시간은 동물마다 다르다. 바다이구아나(Amblyrhynchus cristatus)는 레킹 파충류이다. 수컷은 짝짓기 시즌 2개월 전부터 작은 과시 영역을 확립하기 시작한다.

## 참고 문헌
- Walther, 프랑스, EC Mungall, GA Grau. (1983) 가젤과 그 친척들 : 영역 행동에 대한 연구 Park Ridge, NJ : 노예스 출판사 239,ISBN 0-8155-0928-6
- Stokes, AW(편집자) (1974) 영토 Stroudsburg, Pa., Dowden, Hutchinson & Ross 398,ISBN 0-87933-113-5
- 클로퍼(Klopfer), PH(1969) 서식지와 영역; 동물의 공간 사용에 대한 연구, 뉴욕, Basic Books 117쪽.